# Histoire de l'armée de l'air australienne
L'histoire de la Royal Australian Air Force (RAAF) remonte à la Conférence Impériale tenue à Londres en 1911, où il fut décidé que l'aviation devrait être développée dans les Forces armées de l'Empire britannique. L'Australie a mis en œuvre cette décision, et fut le seul pays du Commonwealth à faire ainsi, en approuvant l'établissement de l'école d'aviation centrale, à Point Cook, Victoria en 1912.
L'Australian Flying Corps (AFC) a été formé au sein de la Première Force Impériale australienne (AIF) et s'est illustré en Palestine et en France durant la Première Guerre mondiale. L'AFC est resté une composante de l'Australian Army jusqu'en 1919, époque à laquelle il a été dissous avec l'AIF. Bien que l'école d'aviation centrale ait continué à fonctionner à Point Cook, l'armée de l'air a pratiquement été inexistante jusqu'à 1920, lorsque la Royal Australian Air Force a été créée.
La Royal Australian Air Force a été créée le 31 mars 1921. Le roi George V donna son accord pour l'utilisation du préfixe "Royal" en juin 1921, utilisation qui devint effective le 31 août 1921. La RAAF fut alors la seconde armée de l'air royale à avoir été créée dans le Commonwealth britannique, suivant la Royal Air Force britannique. À sa création, la RAAF possédait plus d'appareils que de personnel, avec 21 officiers, 131 personnes d'autres grades et 170 avions.

## Première Guerre mondiale
Peu de temps après le déclenchement de la Première Guerre mondiale en 1914, l'Australian Flying Corps envoya des avions pour aider à la prise des colonies allemandes dans le nord-ouest de l'actuelle Nouvelle-Guinée. Ces colonies se rendirent rapidement, avant même que les avions furent opérationnels. Les premiers vols opérationnels n'eurent pas lieu avant le 27 mai 1915 quand le Mesopotamian Half Flight fut amené à prêter assistance à l'Indian Army dans les centres d'intérêt pétrolier britanniques dans l'actuel Irak. Le Corps fut ensuite amené à prendre part à des opérations en Égypte, Palestine et le front ouest jusqu'à la fin de la Première Guerre mondiale. 4 escadrons avait pris part au service actif à l'issue de la guerre.

## Depuis la Seconde Guerre mondiale

### Guerre de Corée
Pendant la guerre de Corée, des Mustangs de l'escadrille 77 stationnés au Japon avec la force d'occupation du Commonwealth britannique ont été parmi les premiers avions des Nations unies à être déployés dans le pays, pour appui au sol, patrouille aérienne et mission d'escorte. Lorsque les avions des Nations unies ont été confrontés à des avions de chasse MiG-15, l'escadrille 77 a acquis des Gloster Meteors, qui lui a permis un certain nombre de succès contre des pilotes de l'Union soviétique se battant pour la Corée du Nord. Toutefois, les MiGs se sont montrés supérieurs et les Météors ont été relégués à des missions d'appui au sol. La force aérienne australienne a également fourni des avions de transport pendant le conflit.